# 变色马蓝
变色马蓝（学名：Pteracanthus versicolor）为爵床科马蓝属下的一个种。其种加词“versicolor”意为“变色的”。
现接受名为变色马蓝（Strobilanthes versicolor Diels, 1912）。